# 카르탈카야
카르탈카야(튀르키예어: Kartalkaya)는 튀르키예 볼루주 세벤 쾨로을루산맥에 있는 스키 리조트다. 카르탈카야는 알파인 스키, 스키 투어링, 크로스컨트리 스키에 적합한 조건을 갖추고 있다. 스키 시즌은 12월 20일부터 3월 20일까지 1년에 120일이다.
2025년 1월 21일 카르탈카야에 있는 그랜드 카르탈 호텔에서 화재가 발생했다. 최소 79명이 사망했고 51명이 부상당했다.